# Nyambayaryn Tögstsogt
Nyambayaryn Tögstsogt (n. 23 iunie 1992, Ulaanbaatar, Mongolia) este un boxer ce a reprezentat Mongolia, medaliat olimpic. A participat la o ediție a Jocurilor Olimpice (2012) în care a câștigat o medalie de argint.